# Elliott Murphy
Pour les articles homonymes, voir Murphy.
Elliott Murphy, né le 16 mars 1949 à Rockville Centre, dans le comté de Nassau (État de New York), est un auteur-compositeur-interprète, musicien et écrivain américain.

## Biographie

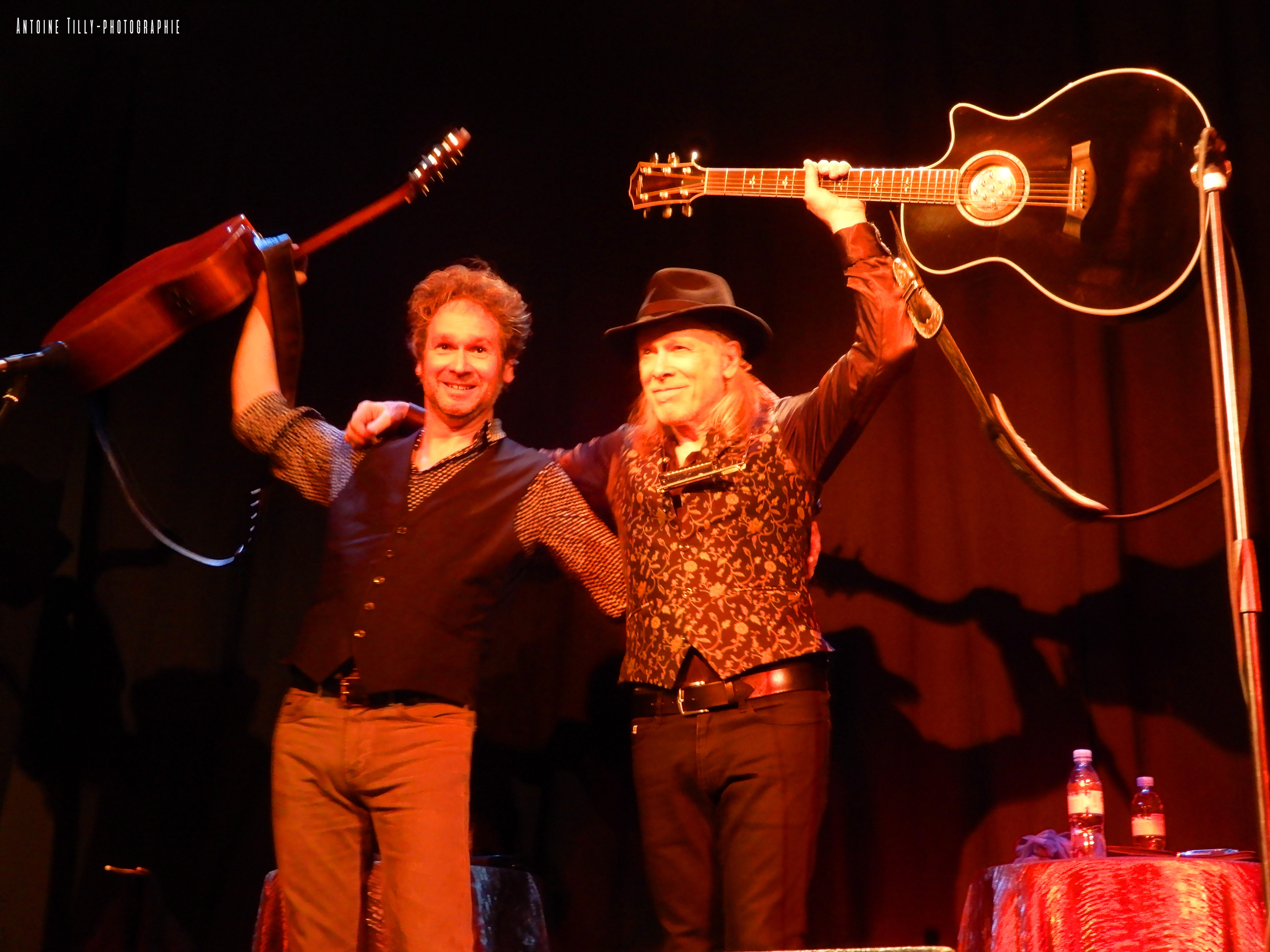
Elliott Murphy - Olivier Durand. MJC Morlaix le 26 avril 2019

Encouragé par sa mère Josephine, Elliott Murphy apprend la guitare à l’âge de douze ans. Avec son époux Elliott Senior, elle lui transmet sa passion de la musique et du spectacle. Elliott Murphy a seize ans lorsque son père décède. Il dédiera plusieurs chansons à ses parents : On Elvis Presley Birthday, Time Flies, Pneumonia Alley.
Il commence à jouer de la guitare avec son groupe The Rapscallions. Adolescent, il joue dans de petits groupes amateurs de rythm'n blues.
Accompagné de son frère Matthew, il parcours l'Europe à la fin des années 1960, jouant ses propres chansons dans les métros et dans les rues de nombreuses villes. Il obtient également un petit rôle dans le film Roma de Federico Fellini en 1972.
Elliott Murphy enregistre en 1973 chez Polydor son premier album, Aquashow pour lequel il est accompagné par un groupe de folk-rock dont fait partie son frère Matthew Murphy à la basse.
Le disque est suivi de trois albums Lost Generation (1975), Night Lights (1976) et Just a Story From America (1977). Ces albums ne rencontrent toutefois pas le succès escompté auprès du grand public.
Il signe chez New Rose Records en 1985 avec l’album Milwaukee  produit par Jerry Harrison du groupe Talking Heads.
De nombreux disques enrichissent sa discographie dans les années 1980 et 1990, dont 12 (1990), où figure la chanson Something like Steve Mc Queen, et Selling The Gold (1995) dans lequel Bruce Springsteen, son vieil ami, l'accompagne, dans les chœurs, sur un titre.
Le public américain semblant peu réceptif à sa musique, Elliott Murphy s’expatrie à Paris en 1989. Il y vit depuis, avec sa femme et son fils. Il est rejoint en 1996 par le guitariste français Olivier Durand (ex Little Bob Story). Elliott Murphy enchaine depuis les albums : Beauregard (1998), String Of Storm (2003) et Coming Home Again (2007).
Elliott Murphy parcourt l’Europe, enchainant un nombre impressionnant de concerts. Il s'est affirmé comme un formidable artiste de scènes sur lesquelles il a l'habitude de se donner sans compter.[réf. nécessaire] En témoigne le concert qu'il a donné le 9 juin 2007 au Spirit of 66 à Verviers (Belgique) au cours duquel il a joué pendant 4 heures et 20 minutes sans interruption.
Posant un regard tendre sur l'aspect erratique de nos existences, il chante nos fêlures intimes. Pour Elliott Murphy, la musique et la littérature (en particulier F. Scott Fitzgerald) sont indispensables car c’est l’art qui nous console, nous élève et nous rend heureux.
Le 29 juin 2013, il participe au concert de Bruce Springsteen and The E-Street Band au Stade de France en interprétant avec son fils et le Boss Born to Run. Et de nouveau le 11 juillet 2016, à l'AccorHotels Arena, toujours avec son fils, toujours sur le même morceau.
Il a été nommé chevalier de l'ordre des Arts et des Lettres le 4 novembre 2015.

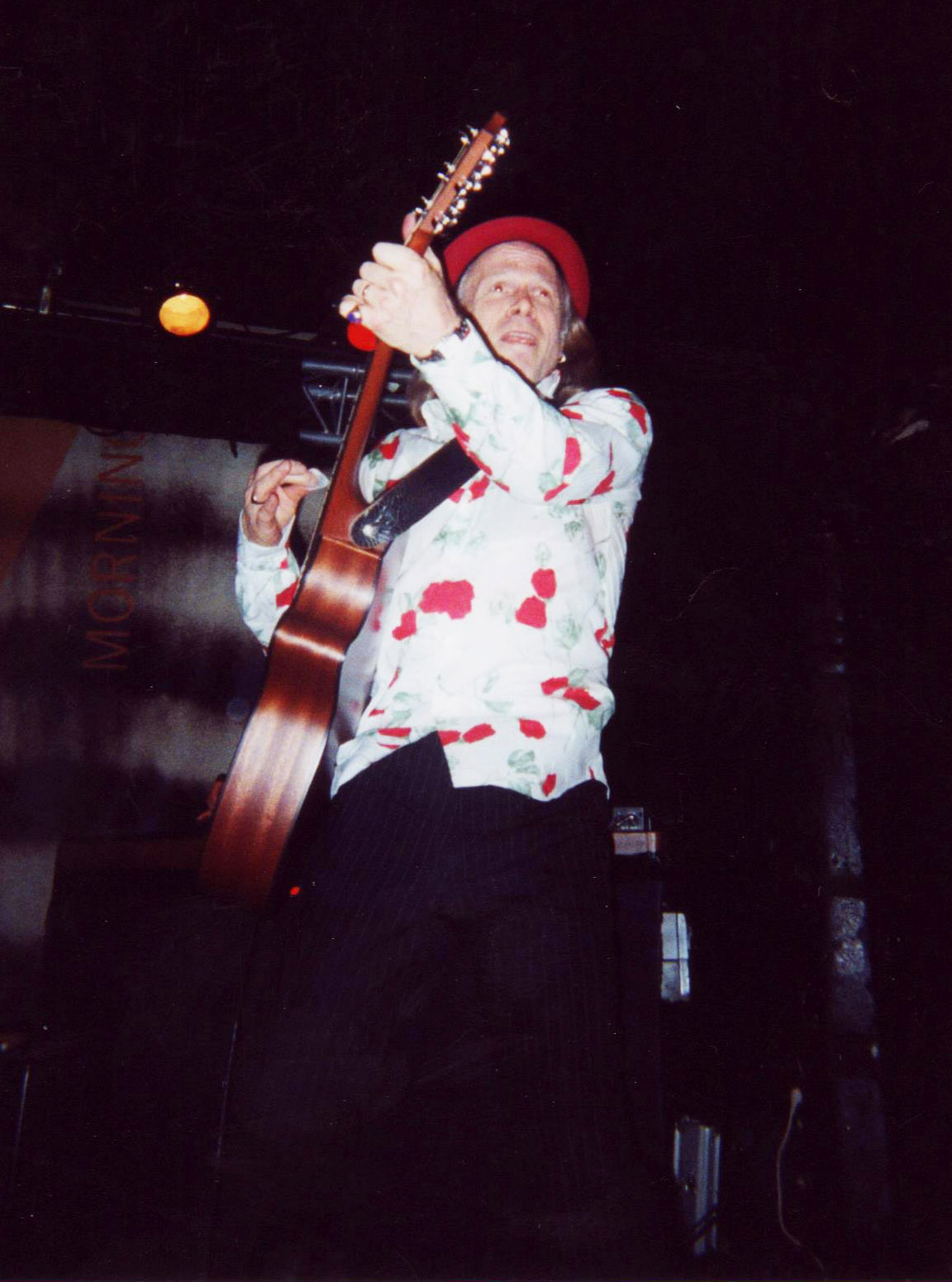
Elliott Murphy au New Morning le 1 mars 2003
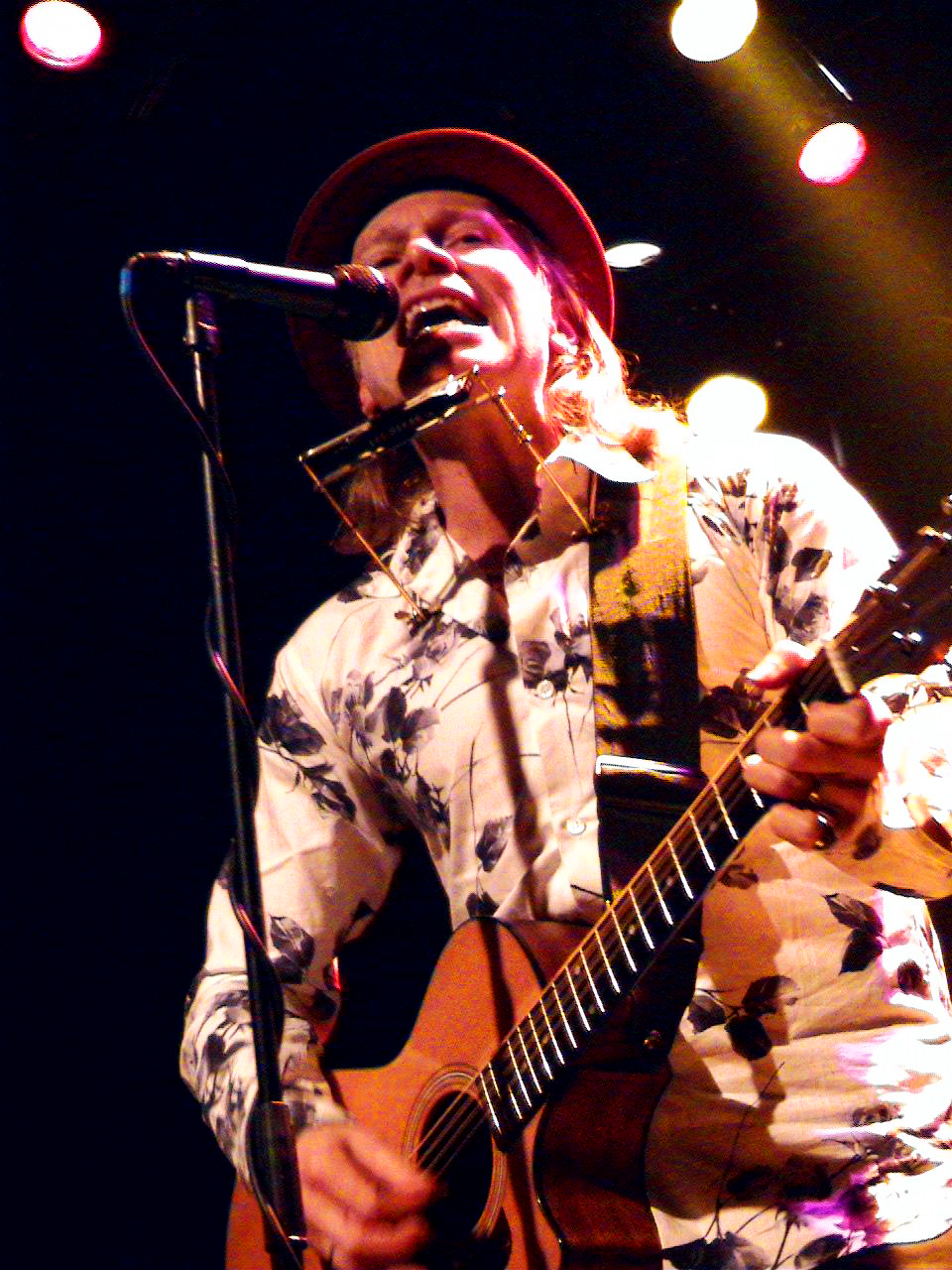
Elliott Murphy, Montivilliers 2003
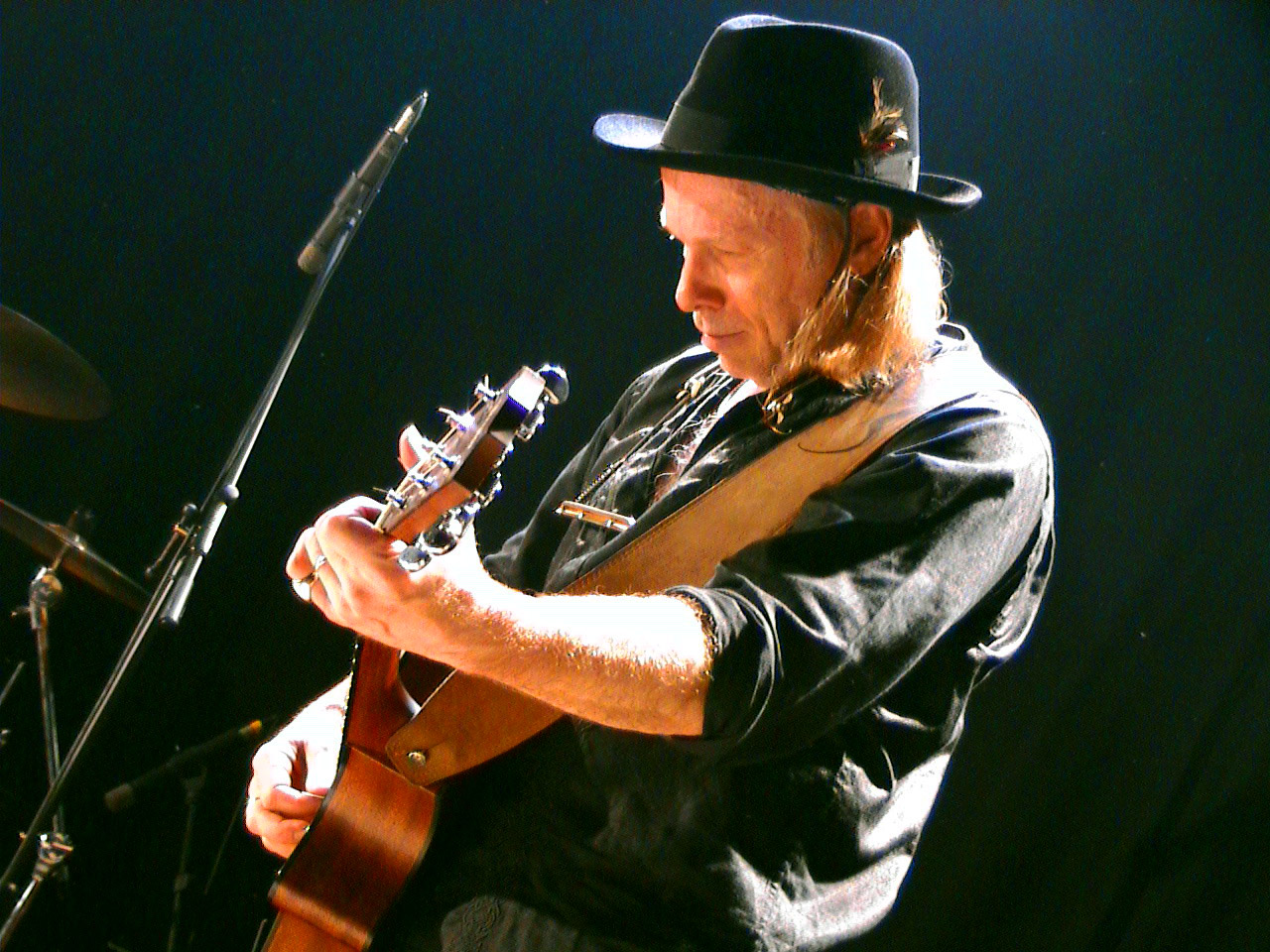
Elliott Murphy en concert en 2004 à Aurillac
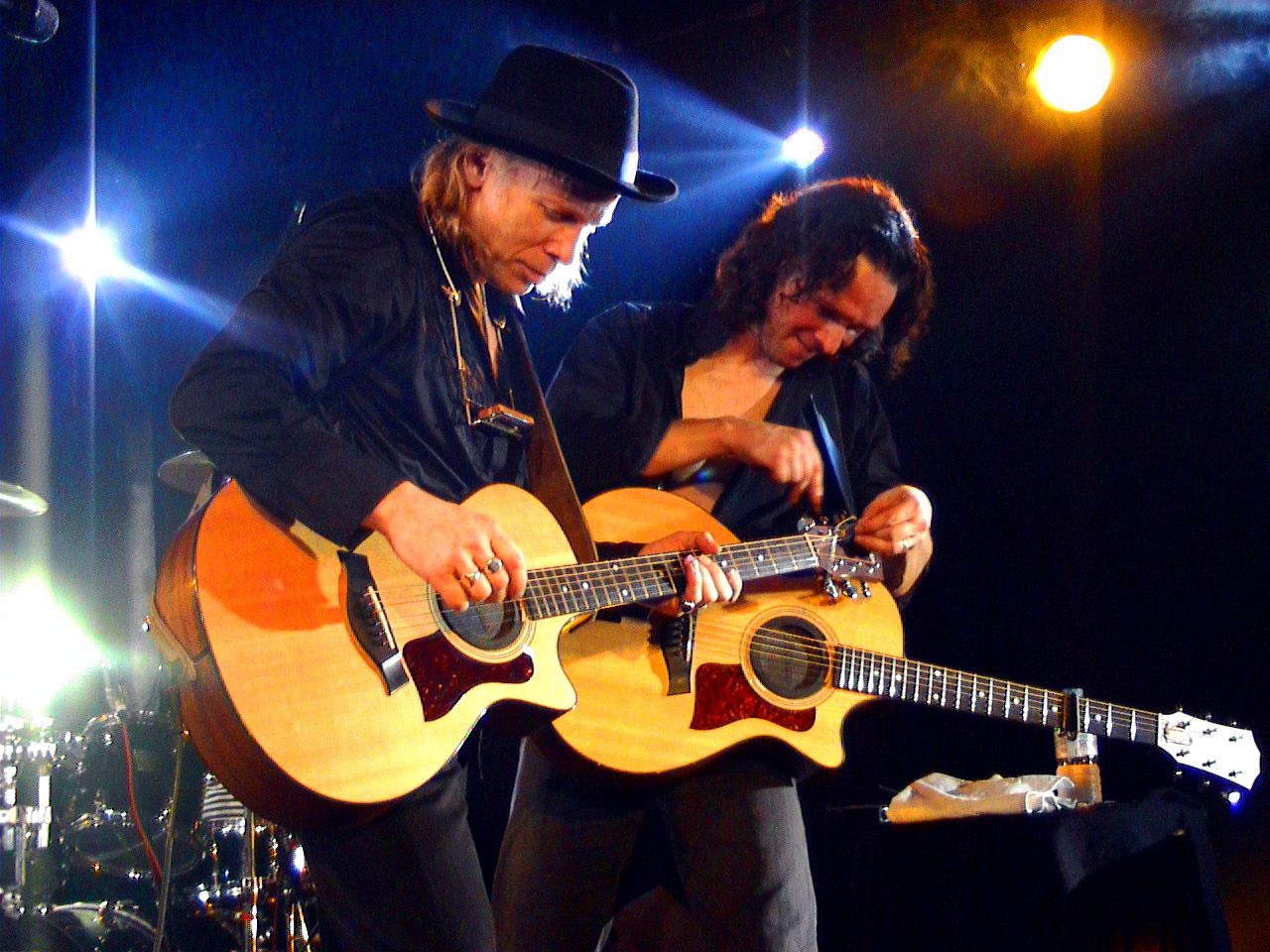
Elliott Murphy avec Olivier Durand au New Morning, Paris 2004
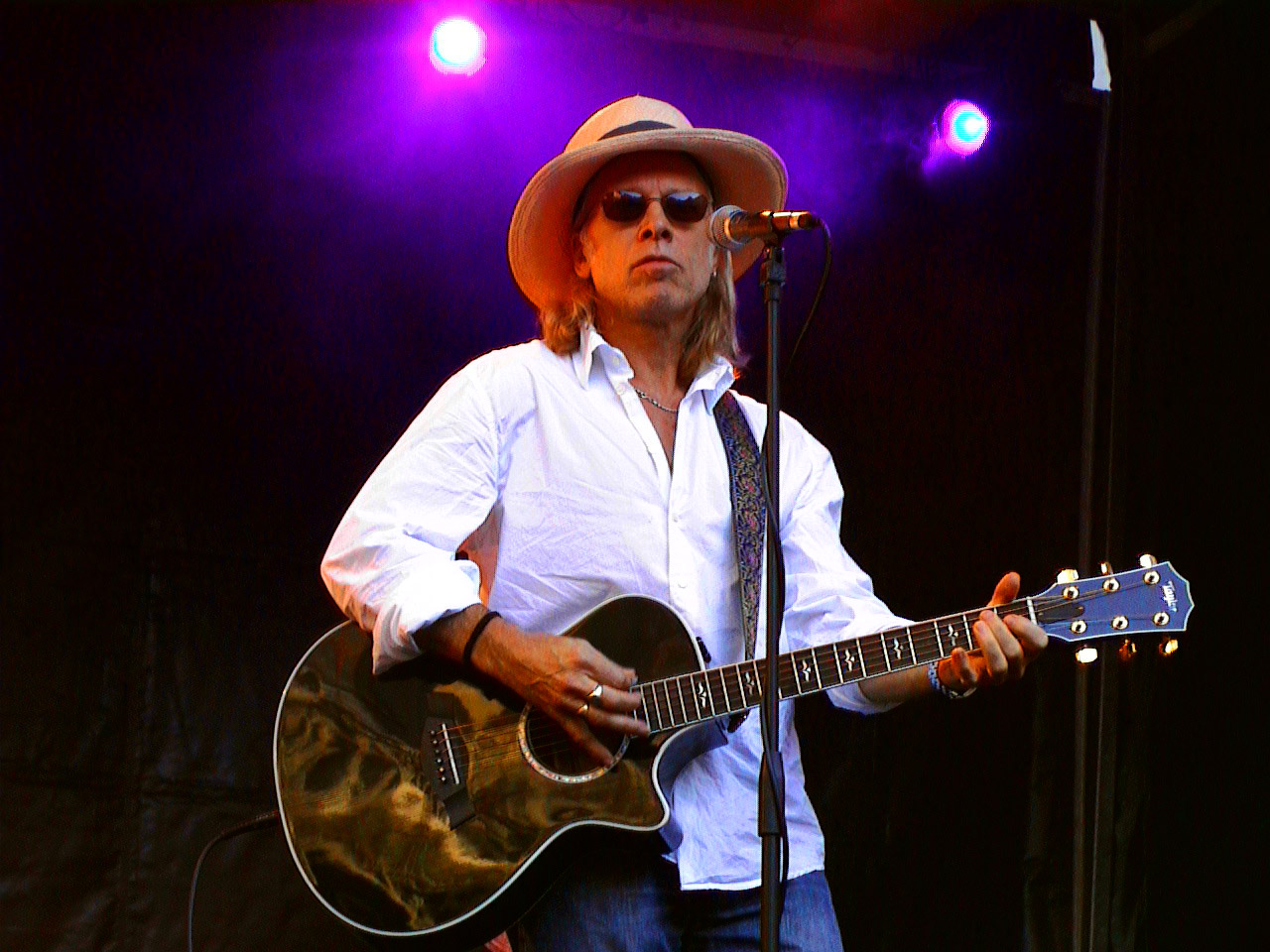
Elliott Murphy (soundcheck) à Chambéry en 2005
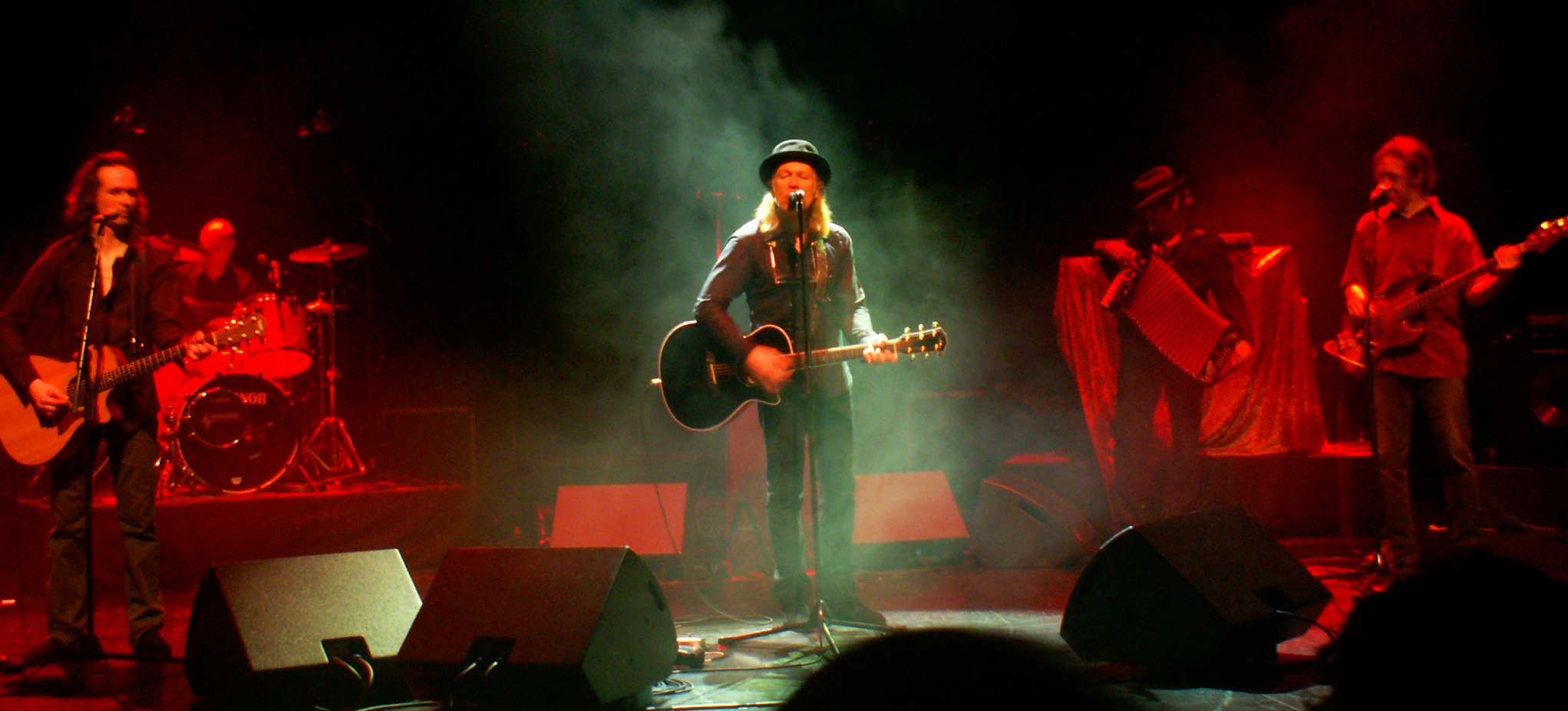
Elliott Murphy au Théâtre de l'Hôtel de Ville du Havre en 2006
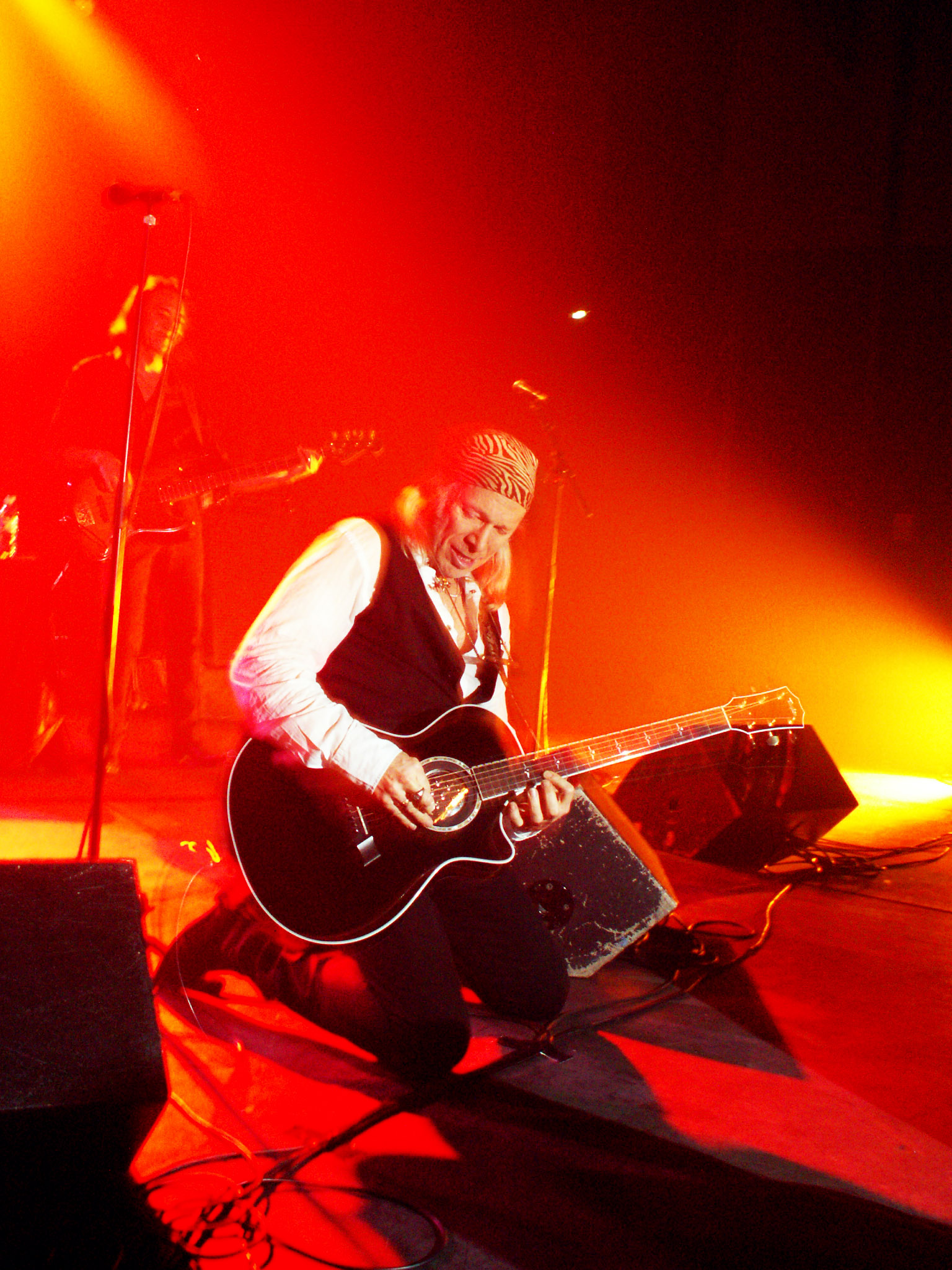
Elliott Murphy avec Laurent Pardo à Ploemeur en 2007
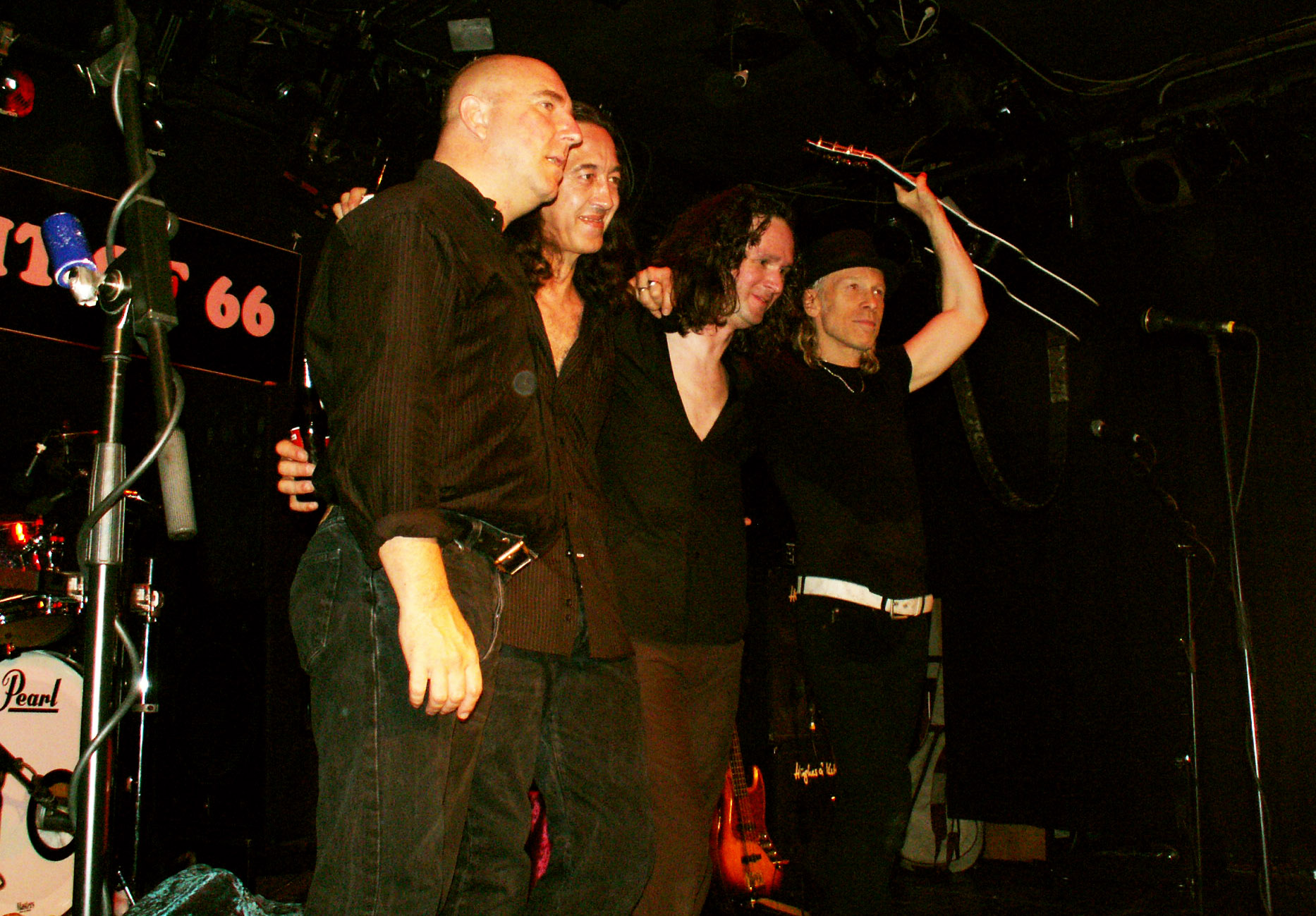
Elliott Murphy après 4h20 de concert, un record, à Verviers (B) en 2007
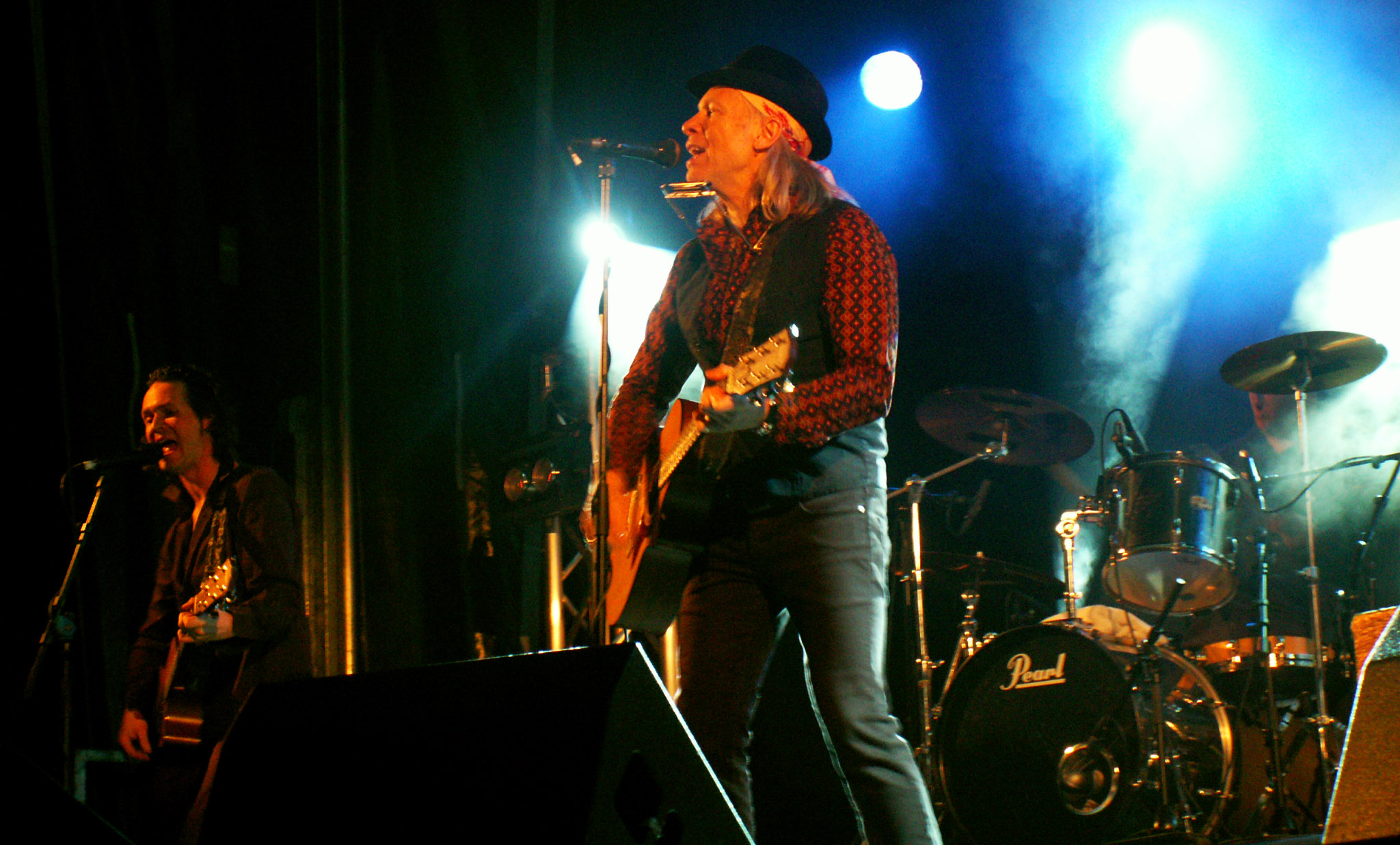
Elliott Murphy en concert au Festival les Sportiviales de Vitré en 2008
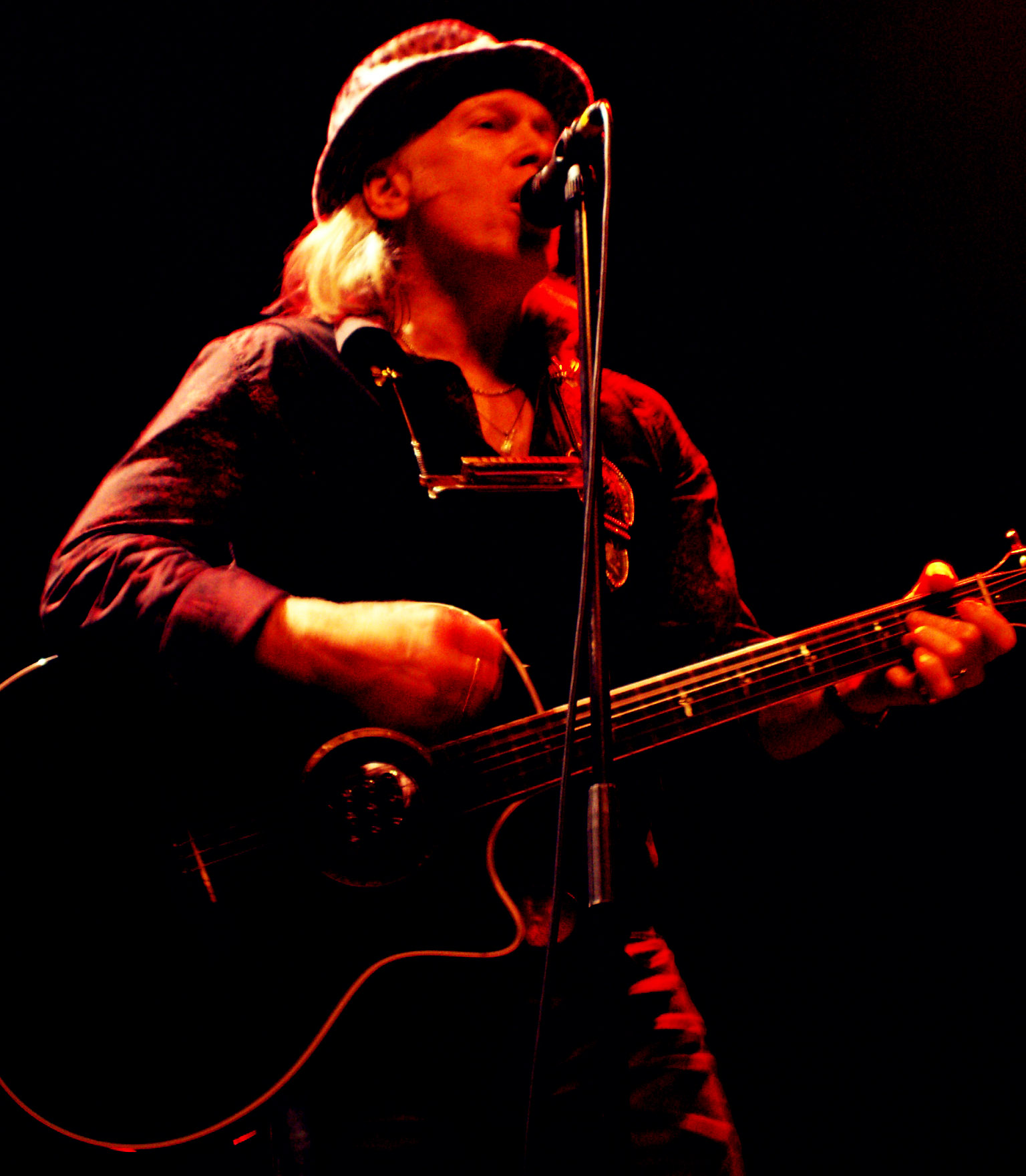
Elliott Muphy à St Nazaire en 2011
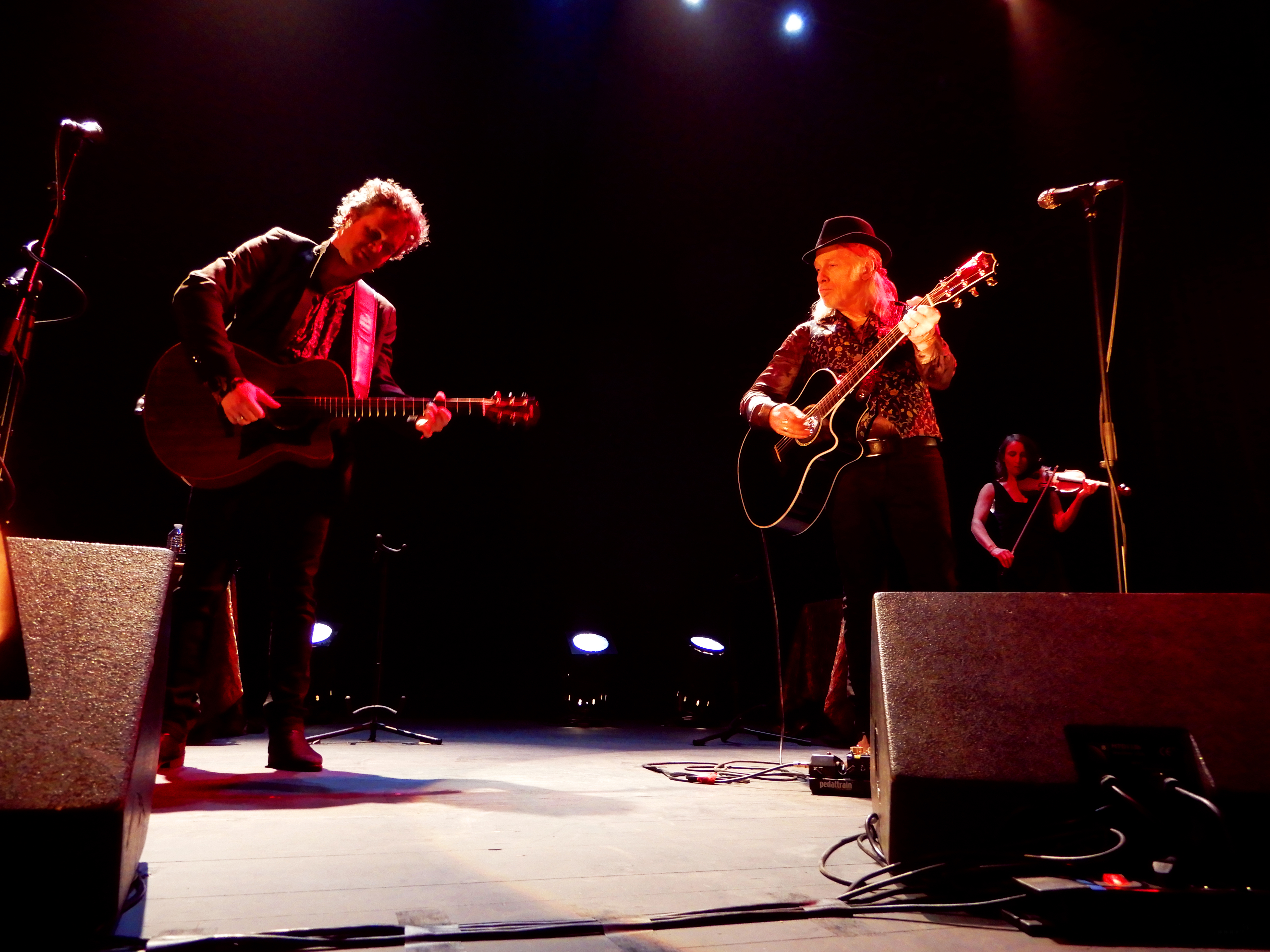
Elliott Murphy avec Olivier Durand et Melissa Cox à Rennes le 2 février 2020

## Discographie
1. 1973 : Aquashow (Polydor)

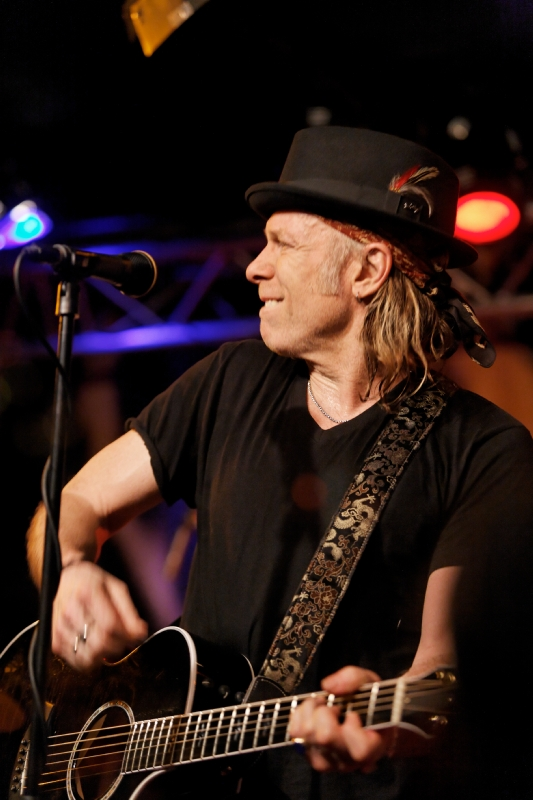
Elliott Murphy au New Morning le 16 mars 2017 (photo de Christian Taillemite)

2. 1975 : Lost Generation (Rca, rééd. CD en 1990)
3. 1976 : Night Lights (Rca, réed. CD en 1990)
4. 1977 : Just A Story From America (Columbia, rééd CD en 1990)
5. 1980 : Affairs (Courtisane, rééd CD en 1990, New Rose et 1996, Musidisc)
6. 1982 : Murph the Surf (Courtisane, rééd CD en 1990, New Rose et 1996, Musidisc)
7. 1984 : Party Girls and Broken Poets (Wea, rééd CD en 1984, Déjàdisc)
8. 1986 : Milwaukee (New Rose, rééd CD en 1990
9. 1987 : Change Will Come (New Rose)
10. 1987 : Après le déluge (New Rose, rééd CD en 1996)
11. 1990 : 12 (New Rose)
12. 1992 : If Poets Were King (New Rose, rééd CD en 1996, Musidisc)
13. 1993 : Paris/New York (New Rose)
14. 1995 : Selling the Gold (Musidisc)
15. 1998 : Beauregard (Last Call)
16. 2000 : Rainy Season
17. 2001 : La terre commune (w/ Ian Matthews) (Last Call)
18. 2002 : Soul Surfing (w/ Rainy Season) (Last Call)
19. 2002 : Soul Surfing - The Next Wave (EP Last Call)
20. 2003 : Strings of the Storm (Double CD Last Call)
21. 2006 : Murphy Gets Muddy (Last Call)
22. 2007 : Coming Home Again (Last Call)
23. 2008 : Notes from the Underground (Last Call)
24. 2010 : Elliott Murphy (Last Call)
25. 2013 : It takes a worried man (Last Call)
26. 2014 : Intime (Last Call)
27. 2015 : Aquashow Deconstructed (Last Call)
28. 2017 : Prodigal Son (Last Call)
29. 2019 : Ricochet (Last Call)
30. 2020: The Middle Kingdom (MurphyLand)
31. 2022: Wonder (MurphyLand)
32. 2025 : Infinity (MurphyLand)

### Compilations
1. 1992 : Diamonds By The Yard (Razor & Tie)
2. 1996 : Going Through Something (Déjàdisc)
3. 2005 : Never Say Never - The Best of 1995-2005... and More (Last Call)

### Albumslive
1. 1991 : Live Hot Point (New Rose, rééd CD en 1991 et 1996, Musidisc)
2. 1999 : April - Live (Last Call)
3. 2001 : Last of the Rock Stars... And Me and You with the Rainy Season Band (Last Call)
4. 2001 : Live In Solingen (w/ Ian Matthews) (Last Call)
5. 2003 : Live In Wredenhagen (Last Call)
6. 2003 : Lost Generation + Night Lights + Double CD nouvelle version des albums de 1975-76 avec 11 bonus (Last Call)
7. 2009 : Alive in Paris (CD & DVD Last Call)
8. 2011 : Just a Story from New York (Last Call)
9. 2021: Live in Bilbao

### Rééditions
1. 1992 : Unreal City (Razor & Tie) (Édition américaine de l'album 12 avec quelques chansons issues de If Poets were kings)
2. 2002 : Murph the Surf (nouvelle version de l'album de 1982, avec nouvelle jaquette et 1 morceau supplémentaire)

### Vintages Series
1. 2003 : Vintage Series Vol.1 (Last Call)
2. 2003 : Vintage Series Vol. 2 (Last Call)
3. 2004 : Vintage Series Vol. 3 (Last Call)
4. 2004 : Vintage Series Vol. 4 (Last Call)
5. 2004 : Vintage Series Vol. 5 (Last Call)
6. 2005 : Vintage Series Vol. 6 (Last Call)
7. 2005 : Vintage Series Vol. 7 (Last Call)
8. 2005 : Vintage Series Vol. 8 (Last Call)

## Participations
- 1981 : David Johansen - Here Comes The Night (guitare, harmonica & cowriting)
- 1982 : Jérôme Soligny - Heydays Are Gone (production & chant sur But I Stay With You)
- 1989 : Michel Bulteau - Spleens (guitare et notes de pochettes)
- 1991 : Lio - Des fleurs pour un caméléon (Harmonica)
- 2000 : Western Electric - Western Electric (Elliott cosigne « Whirlwind » avec 
Sid Griffin)
- 2024 : Cali - 20 ans d'amour parfait (Duo sur la chanson Tout va bien)

## Ouvrages
- Cold and Electric (1989), Entreligne (France), Ediciones Clip (Espagne), édition Nautilus (Allemagne/Suisse)
- The Lion Sleeps Tonight (1990), Librairie Gibert Joseph (France), Stultifera Navis (Espagne)
- Where the Women are Naked and the Men are Rich (1995), Celeste (Espagne)
- Café Notes (2002), Hachette Littératures (France), FBE Edizioni (Italie)
- Poetic Justice (2005), Hachette Littératures (France), FBE Edizioni (Italie)
- Marty May (2013), éditions Joëlle Losfeld (France, traduction de l'anglais Christophe Mercier)
- Strings of the Storm (2016), Éditions La Grange Batelière (France, traduction de François Esperet)
- Just a story from America -Mémoires (2020) Éditions Du Layeur (France, traduction de l'anglais Belkacem Bahlouli. Préface de Laurent Chalumeau)

## Filmographie
- 1972 : Fellini Roma de Federico Fellini (rôle)
- 1981 : New York Beat Movie d'Edo Bertoglio (rôle).
- 2011 : La Ligne blanche d'Olivier Torres (musique originale + rôle)
- 2020 : Broken Poet d'Emilio Ruiz Barrachina (co-scénariste + rôle principal)

## Distinctions
- Médaille vermeil de la ville de Paris (2012)[4]
- Chevalier des Arts et Lettres (2015)[3]
- Grand Prix de l'Unac - Prix Hommage Carrière (2024)[5].
- The Long Island Music and Entertainment Hall of Fame (2018)[6]

### Monographie
- (en) Charles Pitter, Hardcore, CreateSpace Independent Publishing Platform, 2013 (ISBN 978-1493534340).

### Articles de presse
- (en) Elizabeth Kolbert, « Getting Credit For Life's Experiences », The New York Times,‎ 3 janvier 1988 (lire en ligne)
- Eric Bureau, « Paris : le rockeur Elliott Murphy maintient ses concerts anniversaires au New Morning », Le Parisien,‎ 12 mars 2020 (lire en ligne)
- François Gorin, « Elliott Murphy raconte sa vie d’outsider flamboyant du rock dans Just a Story from America », Télérama,‎ 9 novembre 2020 (lire en ligne)
- François Gorin, « Elliott Murphy & Bruce Springsteen, une histoire de faux jumeaux », Télérama,‎ 2 juillet 2019 (lire en ligne)
- François Gorin, « Elliott Murphy, un rocker américain adoubé à Paris », Télérama,‎ 5 novembre 2015 (lire en ligne)
- Samuel Regnard, « Elliott Murphy, un nouvel acte, portrait », Rolling Stone France,‎ 9 mars 2020 (lire en ligne)
- Jean-François Convert, « Elliott Murphy livre les mémoires d'un Américain à Paris », sur Franceinfo Culture, 10 décembre 2020
- Eric Debarnot, « Just a story from America, l'histoire d'Elliott Murphy, héros américain exemplaire », sur Benzine, 10 novembre 2020
- Brad Spurgeon, « Half a Century Ago, Elliott Murphy Was Going to Be a ‘Monster’ Rock Star – But Then Life Happened », sur Village Voice, 16 février 2024